# Xanthotis flaviventer
El mielero ventrihabano o melífago de pecho crema (Xanthotis flaviventer) es una especie de ave paseriforme de la familia Meliphagidae propia de Nueva Guinea y el norte de Australia.

## Subespecies
Se reconocen ocho subespecies:
- X. f. fusciventris Salvadori, 1876 – en las islas de Waigeo y Batanta;
- X. f. flaviventer (Lesson, R, 1828) – en las islas Salawati, Misool y el noroeste de Nueva Guinea;
- X. f. saturatior (Rothschild & Hartert, 1903) – en las islas Aru, las islas del estrecho de Torres y el centro-sur de Nueva Guinea;
- X. f. visi (Hartert, 1896) – en el sureste de Nueva Guinea;
- X. f. madaraszi (Rothschild & Hartert, 1903) – en el noreste de Nueva Guinea;
- X. f. meyerii Salvadori, 1876 – en el norte de Nueva Guinea y la isla Yapen;
- X. f. spilogaster (Ogilvie-Grant, 1896) – en las islas Trobriand y las islas de Entrecasteaux;
- X. f. filiger (Gould, 1851) – en la península del Cabo York (noreste de Australia).